# アトモキセチン
アトモキセチン（英語: Atomoxetine）はノルアドレナリン再取り込み阻害剤の一種である。日本では商品名ストラテラ。日本での適応は注意欠陥多動性障害(ADHD)である。医薬品、医療機器等の品質、有効性及び安全性の確保等に関する法律における劇薬である。
中枢神経系の刺激薬であるメチルフェニデートとは異なり、アトモキセチンは非刺激薬とされ乱用性がない。世界保健機関 (WHO) のATC分類ではN06B-精神刺激薬に分類される。

## 開発と販売
アメリカのイーライリリー・アンド・カンパニーにより開発された。Strattera、Tomoxetin、Attentinの商品名で販売されている。
日本ではストラテラ (Strattera)の商品名で、日本イーライリリーが製造販売している。18歳未満の注意欠陥多動性障害(ADHD)に対して承認されていたが、2012年に成人期のADHDに対しても承認された。
販売例
- 日本国内で流通しているストラテラカプセル(40mg)
- ストラテラカプセル（40mg）

## 有効性
成人ADHDに対するシステマティックレビューは、偽薬に比較して小さな効果で中止率も多く、利益と危険性のバランスが悪いため使用の推奨は弱いと結論された。

## 副作用
ADHDで使われる他の薬メチルフェニデートとは異なり、乱用性がない。
重大な副作用として、添付文書には肝機能障害、黄疸、肝不全、アナフィラキシーが記載されている。
軽度の副作用として現れやすいのは、消化器系で悪心が31.5%、食欲減退が19.9%。神経系で頭痛が15.4%、傾眠が15.8%の人に見られた。他にも、腹痛や口渇、嘔吐や便秘なども見られる。
アメリカ食品医薬品局(FDA)の有害事象報告システム(AERS)のデータから殺人や暴力など他害行為の報告を調査し、アトモキセチンは6位の9倍であった。
アトモキセチンは全ての医薬品の中で、2番目に自殺未遂の報告が多かった。

## 薬物動態
肝臓のCYP2D6で代謝される。

## 薬理
アトモキセチンは臨床用量でNMDA受容体拮抗作用を有する。
アトモキセチンのNMDA受容体拮抗作用のプロフィールは解明されていない。最近の研究ではADHDの病態生理学にグルタミン酸機能不全が関与していることを示唆している。
| タンパク質                       | アトモキセチン（nM） | 4-ヒドロキシ-アトモキセチン（nM） |
| -------------------------------- | -------------------- | --------------------------------- |
| NMDA受容体（IC50）               | 3000                 | 000?                              |
| セロトニントランスポーター       | 0077                 | 000?                              |
| ノルアドレナリントランスポーター | 0005                 | 000?                              |
| ドーパミントランスポーター       | 1451                 | 000?                              |
| セロトニン受容体                 | 1000 以上            | 000?                              |
| アドレナリン α受容体             | 1000 以上            | 000?                              |
| アドレナリン β受容体             | 1000 以上            | 000?                              |
| ドーパミン D1 & D2受容体         | 1000 以上            | 000?                              |
| ムスカリン M1 & M2受容体         | 1000 以上            | 000?                              |
| ヒスタミン H1 & H2受容体         | 1000 以上            | 000?                              |
| オピオイド δ1受容体              | 000?                 | 0300                              |
| オピオイド κ1受容体              | 000?                 | 0095                              |
| オピオイド μ受容体               | 000?                 | 0422                              |
| シグマ σ1受容体                  | 1000 以上            | 000?                              |